# Catopyrops almora
Catopyrops almora är en fjärilsart som beskrevs av Druce 1873. Catopyrops almora ingår i släktet Catopyrops och familjen juvelvingar. Inga underarter finns listade i Catalogue of Life.